# No Pokies
No Pokies is een politieke beweging die in 1997, 2002 en 2006 heeft deelgenomen aan de deelstaatverkiezingen in Zuid-Australië. Ze wil gokautomaten, de zogenaamde ‘poker machines’ (of pokies), bannen. Nick Xenophon, Ann Bressington en John Darley zijn onder dit etiket verkozen. Het aantal stemmen voor Xenophon in 2006 was te vergelijken met die voor de sociaaldemocratische en liberale.

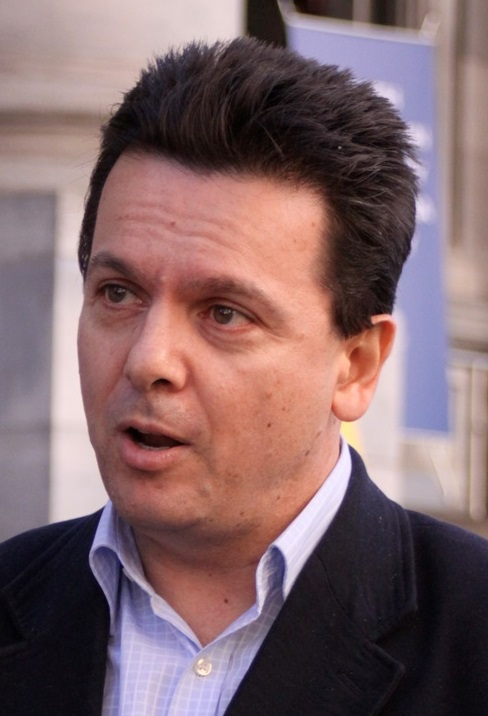
Nick Xenophon

Een jaar later stapt Xenophon uit het deelstaatparlement van Zuid-Australië om deel te nemen aan de federale verkiezingen van 2007. Hij haalt in zijn staat bijna vijftien ten honderd van de stemmen en verkrijgt een zetel in de Senaat van Australië. In de Senaat stelt hij zich nog steeds tegen het gokken, maar strijdt hij ook voor consumentenbescherming en is hij voor de ratificatie van het Kyotoverdrag door Australië. Sommige media zien in hem een linkse figuur en stellen dat hij en The Greens op een aantal punten overeenstemming hebben bereikt.
Federaal vertegenwoordigde partijen:

Australian Labor Party (ALP) · Australian Greens · Liberal Party of Australia · National Party of Australia
Regionaal vertegenwoordigde partijen:

Christian Democratic Party (CDP) (New South Wales) · Country Liberal Party (CLP) (Noordelijk Territorium) · Democratic Labor Party (DLP) (Victoria) · Dignity for Disability (D4D) (Zuid-Australië) · Family First Party (New South Wales) · Liberal National Party (LNP) (Queensland) · No Pokies (Zuid-Australië) · Shooters and Fishers Party (New South Wales) · The Queensland Party (Queensland) 
Overige partijen: Australian Democrats